# Jacek Mickiewicz
Jacek Mickiewicz (* 17. April 1970 in Dzierżoniów, Woiwodschaft Niederschlesien, Polen) ist ein ehemaliger polnischer Radrennfahrer.
Zu den größten sportlichen Erfolgen von Mickiewicz gehören fünf Tagessiege bei der Internationalen Friedensfahrt und der Gesamtsieg der Rundfahrt Dookoła Mazowsza 2002. Außerdem wurde er 1994 polnischer Meister im Straßenrennen startete für Polen bei den Olympischen Spielen 1992 in Barcelona, bei den er im Straßenrennen Platz 22 belegte. Nach der Saison 2004 beendete er seine Radsportkarriere beim Radsportteam CCC-Polsat.

## Erfolge
1990
- Polnische Straßenmeisterschaft

1991
- eine Etappe Internationale Friedensfahrt

1992
- eine Etappe Milk Race

1993
- eine Etappe Milk Race

1994
- Polnischer Straßenmeister
- eine Etappe Polen-Rundfahrt

1995
- Polnische Straßenmeisterschaft
- eine Etappe Bayern-Rundfahrt

1996
- eine Etappe Internationale Friedensfahrt

1997
- drei Etappen Course de la Solidarité Olympique
- Prolog und zwei Etappen Internationale Friedensfahrt

1998
- eine Etappe GP Mosqueteiros–Rota do Marquês

1999
- Gesamtwertung Kalisz–Konin

2000
- eine Etappe Japan-Rundfahrt

2002
- zwei Etappen Szlakiem Grodow Piastowskich
- eine Etappe Internationale Friedensfahrt
- zwei Etappen Course de la Solidarité Olympique
- Gesamtwertung und zwei Etappen Dookoła Mazowsza